# Юзеф Кароль Немирич
Юзеф Кароль Немирич (д/н — 1680) — волинський зем'янин, меценат, військовий діяч часів Речі Посполитої.

## Життєпис
Походив з шляхетського роду Немиричів гербу Клямри, Олевської гілки. Єдиний син зем'янина Олександра Немирича та Софії Виговської. Дата народження невідома.
1648 року на початку Хмельниччини загинув його батько. Наступні роки провів у намаганні повернути собі Олевські володіння. Перейшов до католицтва, змінивши ім'я з Івана-Йосипа (Єсифа) на Юзеф Кароль. Брав участь у складі коронних військ проти армії Богдана Хмельницького, потім у війні з Московським царством. Дослужився до чина полковника коронних військ.
30 червня 1664 року взяв під опіку Черняхівську волость у зв'язку з виїздом її власника Стефана Немирича до Бранденбургу. Зберігав її до самої смерті.
1667 року остаточно повернув собі Олевськ. 1668 року їздив у складі посольства до Москви з приводу виконання умов Андрусівського перемир'я. В 1669 році став фундатором кармелітського монастиря в Олевську. Багато зробив для відновлення господарства в Олевській волості. Водночас усіляко підтримував поширення католицтва. Оженився на представниці Красицьких, отримавши як посаг Велицьку волость на Ковельщині (села Велицьк, Селець, Угли, Аршановичі, Кухарі, пожиттєво — містечко Яновка).
Помер 1680 року. Того ж року повернувся Стефан Немирич й відновив тут свої права власності на Черняхівську волость.

## Родина
Дружина — Гелена Красицька гербу Рогаля.
Діти:
- Олександр-Ілля (д/н—після 1754), київський земський суддя.